# Przeprowadzka (film 1972)
Przeprowadzka – polski film psychologiczny z 1972 roku.

## Obsada aktorska
- Olgierd Łukaszewicz – kierowca Staszek
- Wojciech Pszoniak – inżynier Andrzej Nowicki
- Krystyna Stankiewicz – żona Andrzeja
- Zbigniew Bator – Zbyszek, znajomy Nowickiego
- Grażyna Długołęcka – Ewa
- Wiesław Dymny – tragarz
- Antoni Konarek – tragarz Matraszek
- Teresa Budzisz-Krzyżanowska – żona Zbyszka
- Krzysztof Pankiewicz – Andre, brat Andrzeja
- Antoni Pszoniak – Antoni, brat Andrzeja
- Marek Walczewski – ksiądz

## Fabuła
Inżynier Nowicki chce zerwać ze swoim dotychczasowym życiem. Nie robi tego po raz pierwszy. Zamawia meblowóz, ale do pojazdu wsiada z jedną walizką. Informuje swoich najbliższych o swej decyzji, demoluje mieszkanie i oddaje klucze żonie. W ostatniej chwili przed ciężarówką pojawia się ojciec i brat Nowickiego. Próbują zmusić go do zmiany decyzji, ale inżynier jest nieugięty. Pragnienie przeżycia prawdziwie męskiej przygody jest dla niego jednak ważniejsze.

## Zdjęcia
- Kraków